# Lispocephala brunnidorsata
Lispocephala brunnidorsata är en tvåvingeart som beskrevs av Hardy 1981. Lispocephala brunnidorsata ingår i släktet Lispocephala och familjen husflugor. Inga underarter finns listade i Catalogue of Life.